# Silvia Lussana
Silvia Lussana (Bergamo, 30 ottobre 1988) è una pallavolista italiana, libero della Lecco Picco.

## Carriera

### Club
La carriera di Silvia Lussana inizia nella stagione 2010-11 quando entra nel Terre Verdiane di Fontanellato, in Serie B1. Nell'annata successiva si trasferisce, in serie cadetta nel Soverato: milita in Serie A2 anche per l'annata 2012-13 con il San Casciano e in quella 2013-14 con la Pallavolo Scandicci, club con il quale milita in Serie A1 nella stagione 2014-15, dopo l'acquisto del titolo sportivo dall'IHF.
Per il campionato 2015-16 torna in Serie A2 vestendo la maglia del Pro Victoria, con cui ottiene la promozione nella massima divisione, disputata con la stessa squadra, nella stagione 2016-17. Per l'annata 2017-18 si accasa alla neopromossa in Serie A1 SAB di Legnano, mentre in quella successiva è al Casalmaggiore, nella stessa divisione.
Nella stagione 2019-20 gioca in Serie B1 per difendere i colori della Don Colleoni, stessa categoria nella quale milita nell'annata successiva con la Lecco Picco.